# Ecateo di Abdera
Ecateo di Abdera, o di Teo (in greco antico: Ἑκαταῖος ὁ Ἀβδηρίτης?, Hekatàios ho Abdērítēs; in latino Hecataeus; 340 a.C. circa – Alessandria d'Egitto, dopo il 280 a.C.?), è stato uno storico e filosofo greco antico.

## Biografia
Letterato e filosofo, allievo del pensatore scettico Pirrone, visse alla corte di Tolomeo I, re d'Egitto, per il quale forse ricoprì cariche politiche. Sulla sua permanenza ad Alessandria, in un suo frammento riferisce ampiamente, come testimone oculare, delle usanze peculiari dei giudei alessandrini e di vari episodi ai quali deve aver assistito.

## Opere
Tra le sue opere si annoverano un commento grammaticale Sulla poesia di Omero ed Esiodo e due storie romanzesche, di tipo utopistico, preservate in epitome in Diodoro Siculo, che vi attinse per alcuni aspetti della sua trattazione sulle etnie non elleniche, permettendo così di ricostruirne la struttura. La prima opera era Sull'Egitto, l'altra raccontava con intenti moraleggianti Degli Iperborei, un popolo che viveva in una terra lontanissima situata a nord della Grecia, dove aveva costituito una società perfetta. 
È testimoniato un suo viaggio a Tebe dove Ecateo raccolse molto materiale per un'opera dedicata all'Egitto nella quale lo storico si sofferma prima su temi naturali (geografia, flora e fauna), poi sulle caratteristiche umane (storia dei re d'Egitto, istituzioni politiche, usi del popolo) per concludere che le istituzioni egizie sono le uniche degne di essere imitate, in una prospettiva del tutto diversa rispetto a quella erodotea, che vedeva nella società egizia l'opposto della cultura greca. Si tratta della prima opera greca in cui si parlava degli Ebrei, ormai presenti fuori dalla Palestina in una folta comunità, specie ad Alessandria. Diodoro utilizzò questa digressione nella sua Biblioteca storica proprio per introdurre l'etnia giudaica prima di narrare la conquista della Giudea da parte di Pompeo Magno (66-62 a.C.).
In un passo del padre della Chiesa Origene (II-III secolo d.C.), inoltre, si fa menzione di una storia dei Giudei scritta da Ecateo, opera all'epoca esistente ma probabilmente spuria, nella quale lo storico esprimeva il suo profondo apprezzamento per la saggezza del popolo ebraico. In quest'opera lo pseudo-Ecateo si appellava a Sofocle e a una sua presunta affermazione monoteista sulla follia insita nel culto rivolto alle rappresentazioni divine e sull'unicità del Creatore.
Le dimostrazioni di apprezzamento erano, comunque, così intense da indurre Filone di Biblo, autore anch'egli di un'opera sugli Ebrei, a dubitare della paternità dell'opera o a supporre che Ecateo si fosse lasciato a tal punto prendere dalle ragioni dei Giudei da averne abbracciato la dottrina e il sistema di pensiero. Va segnalato che i dubbi di Filone sull'autenticità del libro di Ecateo non sono risolti ancor oggi e sono accolti da alcuni studiosi, come il teologo protestante Emil Schürer (1844-1910), che ritengono che questo scritto vada inserito tra quelli opera di scrittori ebrei che agivano con mascherati intenti apologetici e propagandistici.
L'opera sugli Iperborei, di simile intento, appariva come una sorta di racconto di viaggi, localizzando la terra iperborea oltre la Gallia, quindi in Britannia, grosso modo. Come per la trattazione degli Aigyptiaká, Ecateo proponeva anche in quest'opera un modulo sociale fondato su una sua peculiare concezione morale, che, contrariamente a quella del maestro fondata sull'atarassia, si basava sull'autarchia (αὐτάρκεια), sull'ideale del «bastare a sé stessi», ricorrendo il meno possibile alle cose mondane.